# Керкетион
Керкетион (греч. Κερκέτιον όρος) — горы в Греции, часть Южного Пинда. Расположены к западу от города Трикала, к востоку от гор Какардица (2429 м) и Склива (Σκλίβα, 2006 м), к юго-востоку от гор Лакмос (2294 м) и Трингия (2204 м), к северу от горы Каравула (Καραβούλα, 1862 м) и к северо-востоку от горы Авго (2146 м), на территории периферийной единицы Трикала в периферии Фессалия. Высочайшая вершина — гора Козиакас (Κόζιακας) высотой 1901 м над уровнем моря.